# گوهر قاجار
گوهر قاجار یا حاجیه گوهر نویسنده و شاعر عصر قاجار بود که با ستاره‌شناسی هم آشنایی داشت. او با لقب شمسة الشعراء شناخته می‌شد. او را به عنوان یکی از اولین زنان ستاره‌شناس ایران و نویسنده کتاب گوهریه می‌شناسند.

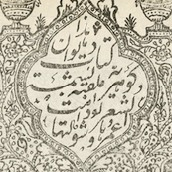
ذکر نام و لقب گوهر قاجار در صفحه اول کتاب دیوان گوهر

## زندگینامه و فعالیت‌ها
گوهر در زمان پادشاهی‌های محمدشاه و ناصرالدین‌شاه در اصفهان می‌زیست و از علوم مختلفی چون ستاره‌شناسی آگاهی داشت. مادرش طیغون‌خانم نام داشت که دختر فتحعلی شاه قاجار بود و پدرش موسی خان قوانلو نام داشت. گوهر در شاعری و به ویژه در قصیده‌سرایی آن هم در آن دوره مردسالارانه، جسور و توانا بود. او در مکتب قاآنی به پرورش طبع خود در قصیده‌سرایی پرداخته بود از این رو در قصیده پیرو سبک عراقی و در غزل پیرو سبک سعدی و گاه نیز پیرو سبک حافظ بود.

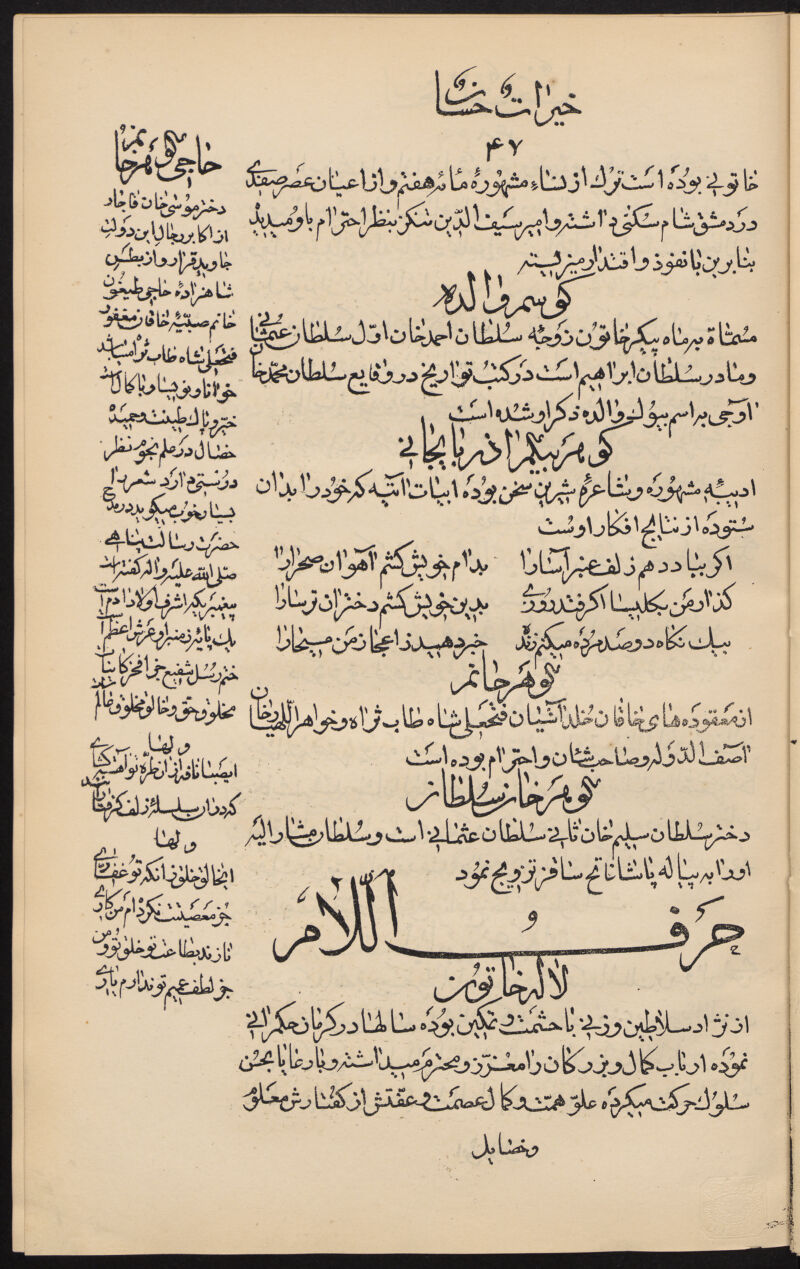
در کتاب خیرات حسان، گوهر قاجار زنی دانشمند و پاکدامن معرفی شده است. (ستون سمت چپ تصویر)

موضوع اشعار او که در کتابی با نام دیوان گوهر یا گوهریه جمع‌آوری شده بودند، بیشتر در مدح امامان شیعیان، ناصرالدین‌شاه و مادر بود. گوهریه دارای ۶۰۰۰ بیت در قالب قصیده، غزل، رباعی، قطعه و مثنوی بود. این کتاب در سال ۱۳۲۰ به دستور احمدخان فاتح و به قلم اسماعیل بن احمد خوانساری در تهران چاپ شد.

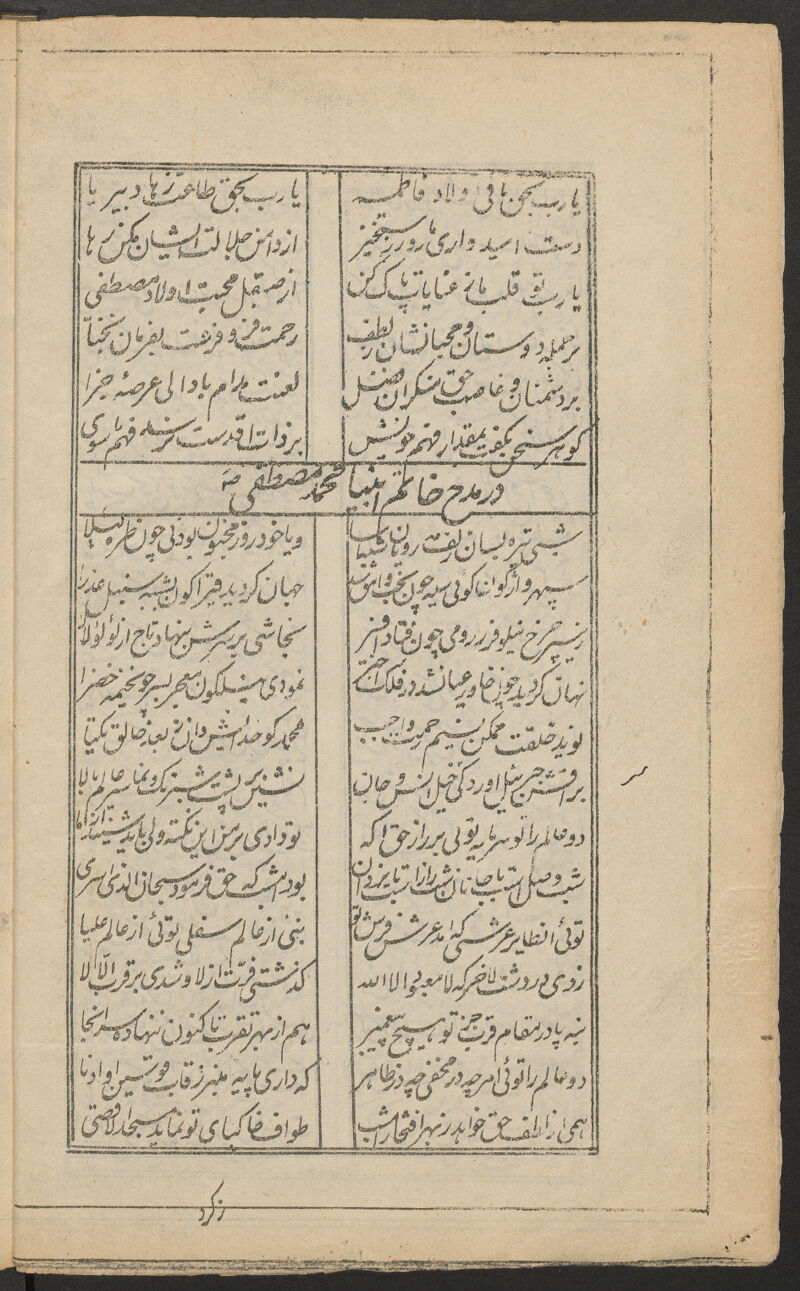
صفحه‌ای از کتاب گوهریه نگهداری شده در کتابخانه دانشگاه هاروارد که در آن در مدح پیامبر اسلام شعری سروده شده است.

اشعار گوهر تأثیر بسیاری بر روی مادر ناصرالدین شاه گذاشته بودند و از این رو ملک‌جهان خانم او را در جشن‌ها و مراسم‌ها مختلف به همراه خود می‌برد.
در دیباچه دیوان اشعارش که در سال ۱۳۲۰ ق. در اصفهان با حمایت احمد فاتح الملک به چاپ رسیده است، آمده که مهد علیا، مادر ناصرالدین شاه، از او خواست که شعری در وصف فاطمه زهرا بسراید و در مجلسی که به همین مناسبت برگزار شده بود آن شعر را بخواند. موفقیت او در آنچه که در این متن، فصاحت و بلاغت ذکر شده، سبب شهرت او شد و ناصرالدین شاه او را ملقب به  شمسة الشعراء کرد.
در این متن نوشته شده که او پس از مهدعلیا، دیگر شعر نگفت و نیز آمده است که او تا سال ۱۳۱۹ ق. که دیوان اشعارش در اختیار ناشر قرار گرفته، در قید حیات بوده است.